# Phong tỏa Nagorno-Karabakh
Sự phong tỏa Cộng hòa Artsakh là một sự kiện diễn ra trong xung đột Nagorno-Karabakh. Khu vực bị tranh chấp giữa Azerbaijan và Cộng hòa Artsakh ly khai, nơi có dân số người Armenia bản địa và được hỗ trợ bởi Armenia láng giềng.
Vào ngày 12 tháng 12 năm 2022, dưới chiêu bài "biểu tình vì môi trường", Chính phủ Azerbaijan đã phát động một phong tỏa bất hợp pháp đối với Cộng hòa Artsakh, cử công dân tự xưng là "nhà hoạt động sinh thái" đến chặn hành lang Lachin, một hành lang nhân đạo kết nối Artsakh với Armenia và thế giới bên ngoài. Quân nhân cải trang, công chức, thành viên của các tổ chức phi chính phủ ủng hộ chính phủ và các tổ chức thanh niên nằm trong số những người được gọi là "nhà hoạt động". Chính phủ Azerbaijan kể từ đó đã củng cố lệnh phong tỏa bằng chiếm giữ lãnh thổ xung quanh hành lang Lachin cả trong Artsakh và Armenia, chặn các tuyến đường vòng thay thế và lắp đặt quân đội trạm kiểm soát. Azerbaijan cũng đã phá hoại cơ sở hạ tầng dân sự quan trọng của Artsakh, làm tê liệt khả năng tiếp cận khí đốt, điện và internet.
Cuộc phong tỏa đã dẫn đến một cuộc khủng hoảng nhân đạo cho người dân ở Artsakh; việc nhập khẩu hàng hóa thiết yếu đã bị chặn, cũng như các đoàn xe nhân đạo của Hội Chữ thập đỏ và lực lượng gìn giữ hòa bình Nga, khiến 120.000 cư dân trong khu vực mắc kẹt. Tình trạng thiếu hụt hàng hóa thiết yếu bao gồm điện, nhiên liệu và dự trữ nước đang lan rộng và nguồn dự trữ khẩn cấp đang được phân bổ theo khẩu phần, cùng với tình trạng thất nghiệp hàng loạt và việc đóng cửa trường học cũng như phương tiện giao thông công cộng.
Nhiều quốc gia, tổ chức quốc tế và các nhà quan sát nhân quyền đã lên án hành động phong tỏa của Azerbaijan và coi đây là một hình thức chiến tranh lai, thanh trừng sắc tộc, và diệt chủng. Nhiều nhà quan sát quốc tế cũng coi việc phong tỏa và không hành động Lực lượng gìn giữ hòa bình Nga là vi phạm thỏa thuận ngừng bắn ba bên được ký giữa Armenia, Azerbaijan, và Nga, nước đã kết thúc Chiến tranh Nagorno-Karabakh lần thứ hai và đảm bảo việc đi lại an toàn qua hành lang Lachin. Azerbaijan và Nga đã phớt lờ lời kêu gọi từ nhiều quốc gia và tổ chức quốc tế nhằm khôi phục quyền tự do đi lại qua hành lang.